# Frères (téléfilm)
Pour les articles homonymes, voir Frère (homonymie).
Cet article concerne le téléfilm de  Virginie Sauveur. Pour le téléfilm d'Olivier Dahan, voir Frères : la roulette rouge.
Pour plus de détails, voir Fiche technique et Distribution.
Frères est un téléfilm français réalisé par Virginie Sauveur et diffusé le 13 avril 2011 sur France 2.

## Fiche technique
- Réalisateur : Virginie Sauveur
- Scénaristes : Marine Francou et Omar Ladgham
- Date de diffusion : 13 avril 2011 sur France 2
- Durée : 89 minutes
- Genre : Drame

## Distribution
- Tewfik Jallab : Mehdi
- Mhamed Arezki : Radouane
- Sabrina Ouazani : Farida
- Céline Sallette : Juliette
- Samira Lachhab : Nadia
- Amina Annabi : Amina
- Lahcen Razzougui : Mohamed
- Victoire Bélézy : Nora
- Didier Flamand : Lazare

## Récompenses
- Festival de la fiction TV de La Rochelle 2010[1] :
  - Meilleur téléfilm unitaire
  - Meilleure réalisation pour Virginie Sauveur
  - Meilleure interprétation masculine pour Tewfik Jallab